# UFC on ABC: Hill vs. Rountree Jr.
UFC on ABC: Hill vs. Rountree Jr. (conosciuto anche come UFC on ABC 8) è stato un evento di arti marziali miste tenuto dalla Ultimate Fighting Championship il 21 giugno 2025 al Baku Crystal Hall di Baku, in Azerbaigian.

## Risultati
|                  | Divisione             |                     |                 |                    | Metodo                                      | Round           | Tempo           | Premio          |
| Card Principale  | Card Principale       | Card Principale     | Card Principale | Card Principale    | Card Principale                             | Card Principale | Card Principale | Card Principale |
| ---------------- | --------------------- | ------------------- | --------------- | ------------------ | ------------------------------------------- | --------------- | --------------- | --------------- |
|                  | Pesi mediomassimi     | Khalil Rountree Jr. | batte           | Jamahal Hill       | Decisione unanime (49–46, 50–45, 50–45)     | 5               | 5:00            |                 |
|                  | Pesi leggeri          | Rafael Fiziev       | batte           | Ignacio Bahamondes | Decisione unanime (30–27, 30–27, 30–27)     | 3               | 5:00            |                 |
|                  | Pesi massimi          | Curtis Blaydes      | batte           | Rizvan Kuniev      | Decisione non unanime (28–29, 29–28, 29–28) | 3               | 5:00            |                 |
|                  | Catchweight (165 lbs) | Myktybek Orolbai    | batte           | Tofiq Musayev      | Sottomissione (kimura)                      | 1               | 4:35            |                 |
|                  | Pesi leggeri          | Nazim Sadykhov      | batte           | Nikolas Motta      | KO tecnico (pugni)                          | 2               | 4:17            | FOTN, POTN      |
|                  | Pesi piuma            | Muhammad Naimov     | batte           | Bogdan Grad        | Decisione unanime (29–28, 29–28, 29–28)     | 3               | 5:00            |                 |
| Card Preliminare |                       |                     |                 |                    |                                             |                 |                 |                 |
|                  | Pesi welter           | Ko Seok-hyun        | batte           | Oban Elliott       | Decisione unanime (30–27, 30–27, 30–27)     | 3               | 5:00            |                 |
|                  | Pesi medi             | Park Jun-yong       | batte           | Ismail Naurdiev    | Decisione unanime (29–26, 29–26, 29–25)     | 3               | 5:00            |                 |
|                  | Pesi gallo femminili  | Daria Zheleznyakova | batte           | Melissa Mullins    | Decisione unanime (29–28, 30–27, 30–27)     | 3               | 5:00            |                 |
|                  | Pesi gallo femminili  | Klaudia Syguła      | batte           | Irina Alekseeva    | Decisione unanime (30–27, 30–27, 30–27)     | 3               | 5:00            |                 |
|                  | Pesi mosca            | Tagir Ulanbekov     | batte           | Azat Maksum        | Decisione unanime ((29–28, 30–27, 30–27)    | 3               | 5:00            |                 |
|                  | Pesi massimi          | Mohammed Usman      | batte           | Hamdy Abdelwahab   | Decisione unanime (29–28, 29–28, 29–28)     | 3               | 5:00            |                 |

## Premi
I lottatori premiati ricevettero un bonus di 50.000 dollari.
Legenda:
- FOTN: Fight of the Night (vengono premiati entrambi gli atleti per il miglior incontro dell'evento)
- POTN: Performance of the Night (viene premiato il vincitore per la migliore performance dell'evento)